# 磁阻
磁阻，是一个与电路中的电阻类似的概念。电流总是沿着电阻最小的路径前进；磁通量总是沿着磁阻最小的路径前进。磁阻与电阻一样，都是一个标量。

## 定义
一个磁路中的磁阻等于“磁动势”与磁通量的比值。这个定义可以表示为：
{\displaystyle {\mathcal {R}}={\frac {\mathcal {F}}{\Phi }}}
其中
{\displaystyle {\mathcal {R}}}是磁阻，单位为安培匝每韦伯，或匝数每亨利。
{\displaystyle {\mathcal {F}}}是磁动势，单位为安培匝。
Φ是磁通量，单位为韦伯。
这个定律有时称为霍普金森定律，又被称为磁路欧姆定律。与电路欧姆定律类似。 
磁通量总是形成一个闭合回路，但路径与周围物质的磁阻有关。它总是集中于磁阻最小的路径。空气和真空的磁阻较大，而容易磁化的物质，例如软铁，则磁阻较低。
对于均匀的磁路，磁阻可以用以下的公式计算：
{\displaystyle {\mathcal {R}}={\frac {l}{\mu _{0}\mu _{r}A}}}
其中
l是磁路的长度，单位为米
{\displaystyle \mu _{0}}是真空磁导率，等于{\displaystyle 4\pi \times 10^{-7}}亨利每米
{\displaystyle \mu _{r}}是物质的相对磁导率，没有单位
A是磁路的截面面积，单位为平方米
磁导：磁阻的倒数称为磁导。
{\displaystyle {\mathcal {P}}={\frac {1}{\mathcal {R}}}}
它的单位是亨利，与电感的单位一样，但两个概念完全不同。